# Floschenstadion
Das Floschenstadion ist ein Fußballstadion mit Leichtathletikanlage in Sindelfingen, welches zwischen 1951 und 1954 erbaut wurde. Benannt ist das Stadium nach dem Floschenwäldle, einem kleinen, sumpfigen Stück Auwald, das bei Hochwasser der Schwippe häufig überflutet wird.

## Technische Details
Das Stadion bietet ca. 5.000 Zuschauern Platz und verfügt über eine Flutlichtanlage. Davon sind 800 überdachte und 600 nicht überdachte Sitzplätze vorhanden. Das Stadion hat eine 400 Meter-Laufbahn mit sechs Rundbahnen, ein Rasenspielfeld, ein Kunststoff-Trainingspielfeld, zwei Hochsprunganlagen, zwei Weitsprunganlagen, eine Werferwiese, sowie einen Allwetterplatz mit Kunstrasen. Auf dem Parkplatz des Stadions finden etwa 100 Fahrzeuge Platz.

## Neuordnung der Sportstätten
Nach Planungen der Stadt Sindelfingen sollen die Sportstätten um das Floschenstadion, den Glaspalast Sindelfingen sowie im Bereich Unterrieden im Stadtteil Maichingen neugeordnet werden. Dabei stand auch ein Abriss des Floschenstadions samt Nebenplatz zugunsten von Wohngebäuden im Raum. Als Ersatz hierzu sollte das Allmendstadion samt Leichtathletikanlage saniert werden. Die Fußballer des VfL Sindelfingen würden dann auf einen neuen Platz mit Tribüne in der Nähe des Glaspalastes umziehen. Bereits realisiert wurde der Bau je eines Kunstrasenplatzes am Allmendstadion sowie am Glaspalast im Jahr 2012. Die Sanierung des Allmendstadions sowie der Bau eines zugehörigen Funktionsgebäudes für rund 1,1 Mio. € war im Sommer 2013. 2016 wurde der Beschluss, das Stadion abzureißen und das Stadiongelände mit Wohnhäusern zu bebauen, widerrufen. Stattdessen wurde eine Sanierung mit Neubau des Funktionsgebäudes beschlossen. Die Nebenanlage für Fußballer und Leichtathleten wurde im Juli 2018 nach einjähriger Bauzeit freigegeben.
Im September 2024 erfolgte die Wiedereröffnung des Stadions.